# Luxació

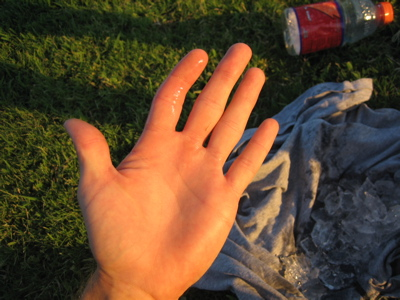
Dit índex esquerre dislocat.

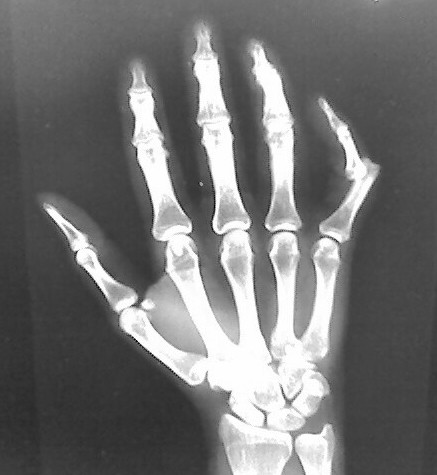
Raigs X de la dislocació de l'articulació interfalàngica proximal del dit petit (Projecció posteroanterior).

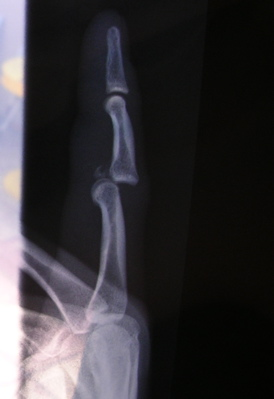
Raigs X de la dislocació de l'articulació interfalàngica proximal del dit petit (Radiografia lateral).

Una luxació o dislocació és tota aquella lesió càpsulo-lligamentosa amb pèrdua permanent del contacte de les superfícies articulars, que pot ser total (luxació) o parcial (subluxació), a causa d'un traumatisme amb separació de la cara articular dels ossos de l'articulació afectada.

## Consideracions generals
És possible que siga difícil diferenciar entre un os luxat i un os fracturat (sovint es parla de luxofractura). Totes dues es consideren situacions d'emergència i els primers auxilis per a tractar-les són els mateixos. La recuperació de lesions als lligaments circumdants d'una articulació dislocada pren generalment entre 3 i 6 setmanes.

## Etiopatogènia
- Freqüència: És més freqüent en homes joves.
- Localització: El 50% són luxacions d'espatlla, seguides de dits, ròtula, canell, colze (quasi sempre acompanyat de fractura), maluc (quasi sempre acompanyat de fractura), ...
- Mecanisme de producció: El més freqüent és l'indirecte, tret de les dels dits, on normalment és directe.
- Es produeix sovint per una càrrega excessiva del membre.

## Articulacions més compromeses
- Espatlla: un 95% luxació anterior i un 5% luxació posterior
- Maluc: generalment es produeix una luxació posterior (secundària a traumes d'alta energia, com per exemple, el cop que pateix el copilot d'un accident automobilístic en colpejar el genoll en contra del tauler), on la clínica mostra una cama en rotació interna, adducció i cama flectada.
- Genoll
- Turmell: una de les luxacions més comunes, ja que, a diferència d'altres, no necessita cops especialment forts: les males postures, la manca d'exercici i el sobrepès són causes que predisposen especialment a aquesta classe de lesió.

## Símptomes
- Dolor agut, que pot, fins i tot, arribar a produir una síncope.
- Impotència funcional immediata i absoluta.
- Deformitat articular amb Augment de volum.
- Després de la reducció es pot produir un mal a nivell neurovascular (compromís del nervi axil·lar).
- Si no hi ha ruptura cápsulo-lligamentosa apareix una hemartrosi (sang dins de la cavitat articular).

## Diagnòstic
Mitjançant una exploració radiològica en els dos plànols, en la que es veu la pèrdua de contacte permanent de les superfícies articulars, sigui total o parcial. Si bé, en moltíssimes ocasions, s'evidència per signes externs com ara deformitat, posicions especials, etc. com ara l'espatlla en xarretera a la luxació de l'espatlla.
Les subluxacions són molt freqüents en malalties genètiques que afecten al teixit connectiu com la síndrome de Ehlers-Danlos i la síndrome de hiperlaxitud articular.

## Primers auxilis en cas de luxació
En aquests casos, el primer que s'haurà de fer serà:
- Immobilitzar l'articulació afectada.
- Aplicar gel sobre la zona de la lesió per produir analgèsia.
- Repòs absolut de la zona (no fer massatges).
- Quan una persona presenta una luxació, no s'ha de tractar de col·locar el membre afectat en el seu lloc per cap concepte, ni tampoc s'ha d'administrar cap medicament ni pomada (excepte si un metge ho prescriu).
- Traslladar a un centre hospitalari per les corresponents proves, on si cal es posarà una fèrula.

## Tractament
Una luxació habitualment no es pot resoldre per si sola i sol necessitar una manipulació física. Aquesta intervenció pot agreujar la severitat del quadre si no es realitza adequadament. Tanmateix, l'endarreriment en la resolució pot afectar el subministrament de sang, als lligaments, a les estructures òssies o articulars, podent fins i tot deixar seqüeles permanents.
Cal per tant una actuació mèdica ràpida i professional, seguida d'una immobilització per fèrula (dits) o embenat (espatlla). Les luxacions d'espatlla recidivants poden requerir una estabilització quirúrgica posterior per artroscòpia.